# 森田登
森田 登（もりた みのる、1882年〈明治15年〉10月8日 - 1942年〈昭和17年〉8月30日）は、日本の海軍軍人。海軍の出世コースであった、高砲甲種をいずれも首席で卒業した海軍少将である。

## 略歴
兵庫県出身。父は旧姫路藩士。1899年（明治32年）海軍兵学校入校。1902年（明治35年）卒業（30期）。ハンモックナンバー6番。同期に百武源吾、今村信次郎、松山茂らがいる。二号生徒のとき席次4番で学術優等章を授与された。
兵学校卒業後「八島を経て、「橋立」乗組み中尉として日本海海戦に参戦。その後「皐月」乗組みを経て「敷島」、「磐手」分隊長。大尉に進級後、十七艇隊長、「浅間」分隊長と実務経験を積んだ後、第二艦隊参謀、海軍大学校乙種学生となる。次いで海軍砲術学校高等科学生に進み優等（首席）で修了。旅順鎮守府参謀兼副官、「鞍馬」分隊長として英国へ回航後、再度の第二艦隊参謀を務める。

海軍少佐昇進と同時に海軍大学校甲種学生（12期）となる。同期に米内光政、加藤隆義、長谷川清、寺島健がいたが、首席で卒業した。
「金剛」分隊長等を経て海軍省軍務局局員。英国駐在となり、第一次世界大戦では観戦武官として、英戦艦「アガメムノン」に乗組んでいる。帰国後軍令部参謀に補され、ジュネーヴで開催された国際連盟総会代表者随員・国際連盟陸海空軍問題常設諮問委員会海軍代表随員を務め、1921年（大正10年）12月1日大佐へ昇進。「利根」及び「名取」艦長を務めた。
軍需局第三課長、次いで第一課長を務め、農商務事務官、商工事務官を兼任した。1926年（大正15年）12月1日少将へ昇進と同時に軍令部出仕となり、1927年（昭和2年）4月10日予備役編入となる。
その後は比国で偽名を用い医療器具販売を行っていた。

## 栄典
位階
- 1904年（明治37年）3月18日 - 正八位[2]
- 1905年（明治38年）2月14日 - 従七位[3]
- 1907年（明治40年）11月30日 - 正七位[4]
- 1913年（大正2年）2月10日 - 従六位[5]
- 1918年（大正7年）1月30日 - 正六位[6]
- 1922年（大正11年）1月20日 - 従五位[7]
- 1926年（昭和元年）12月28日 - 正五位[8]

勲章等
- 1906年（明治39年）4月1日 - 功五級金鵄勲章・勲六等単光旭日章・明治三十七八年従軍記章[9]
- 1915年（大正4年）11月7日 - 勲四等旭日小綬章・大正三四年従軍記章[10]